# Rue Roquépine
Pour les articles homonymes, voir Rue Verte et Roquépine (homonymie).
La rue Roquépine (anciennement, rue Verte) est une voie du 8e arrondissement de Paris.

## Situation et accès
Longue de 192 mètres, elle commence boulevard Malesherbes et se termine rue de Penthièvre et rue Cambacérès.
Le quartier est desservi par la ligne 9 à la station Saint-Augustin.

## Origine du nom
La rue porte le nom de Louis d'Astorg d'Aubarède, marquis de Roquépine (1714-1782), lieutenant général des armées du roi Louis XV.

## Historique
Comme la rue d’Astorg, la rue Roquépine a été ouverte en vertu de lettres patentes du 4 mars 1774 sur d’anciens marais appartenant à Louis d'Astorg d'Aubarède, marquis de Roquépine.
La rue Roquépine a ensuite absorbé la rue Verte, qui correspondait à la portion comprise entre l’actuelle rue Cambacérès et la rue d’Astorg. Au milieu de la rue Verte, il existait une caserne construite pour le régiment des Gardes françaises (voir 28, rue de Penthièvre).

## Bâtiments remarquables et lieux de mémoire
- No 3 : ancien hôtel de Saint-Paul, construit entre 1861 et 1864 par l’architecte Henri Parent pour l’homme d’affaires Édouard André : c’est le premier siège de la future collection Jacquemart-André. Revendu en 1868 au banquier Samuel de Haber. Acquis en 1879 par Charles Le Ray de Chaumont, marquis de Saint-Paul. Propriété jusqu’au début des années 1930 du collectionneur François Guérault. Devenu Maison Brune jusqu’en 1936[2].

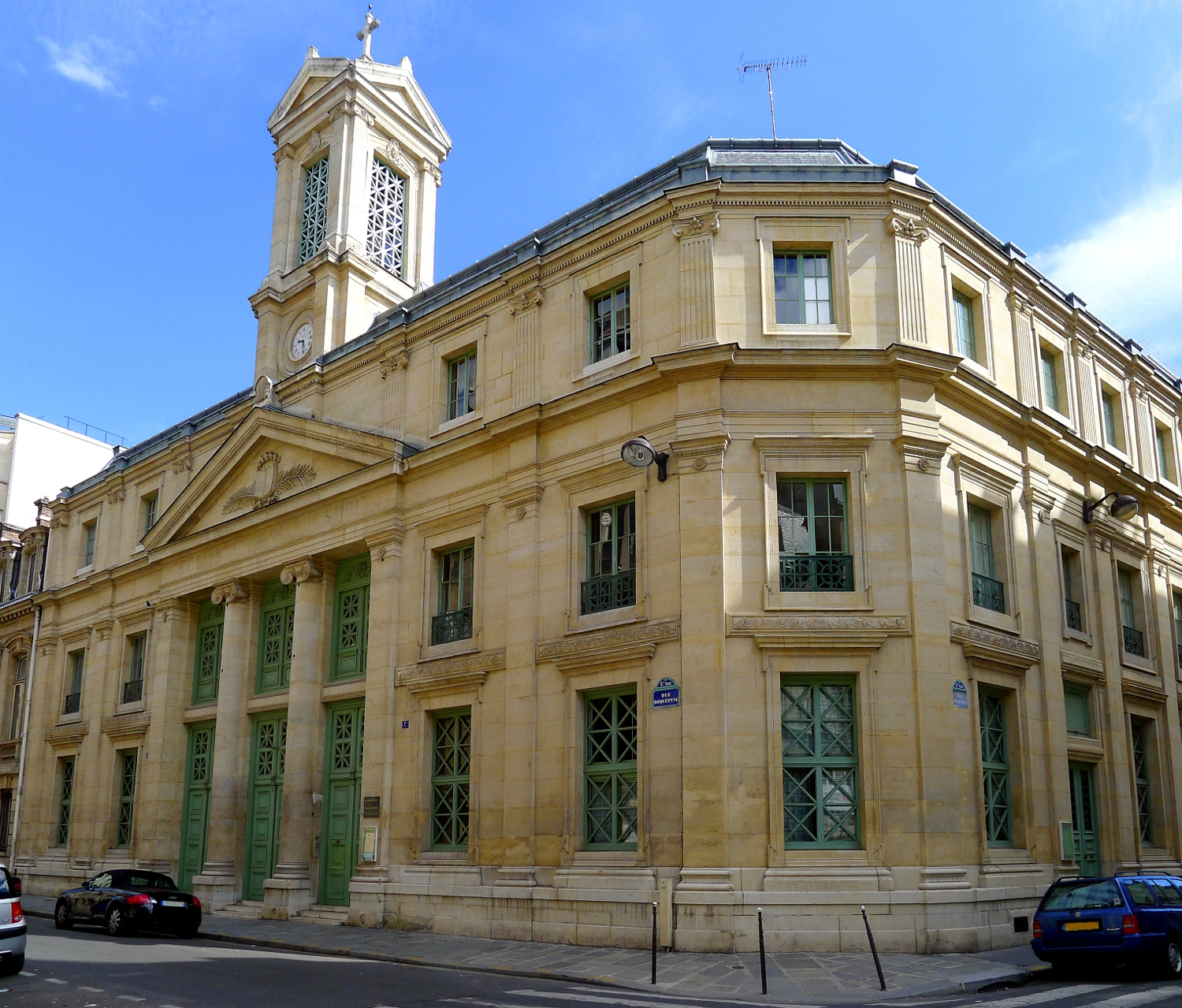
Temple protestant du Saint-Esprit.

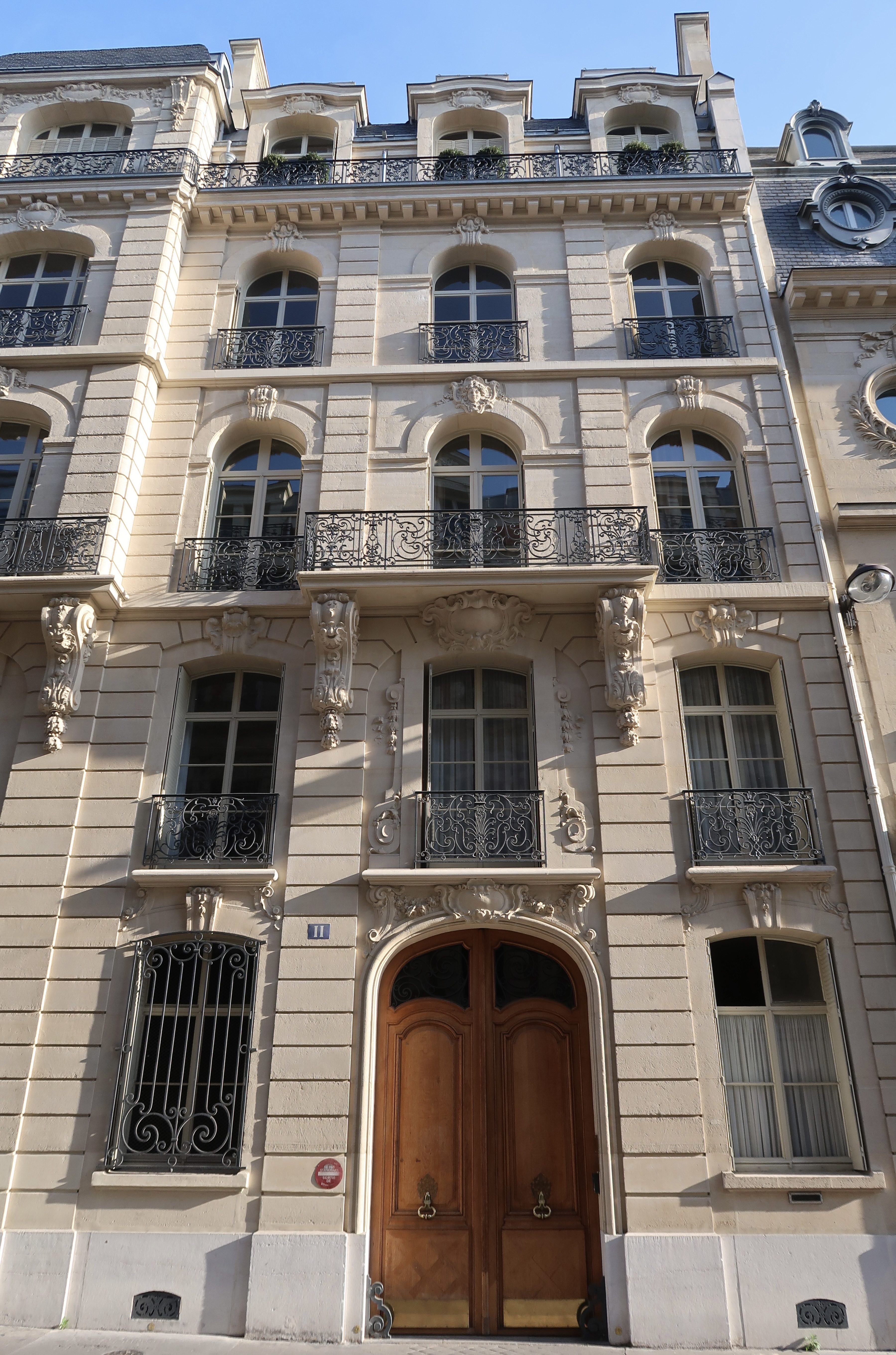
No 11.

- No 5 : temple protestant du Saint-Esprit de Paris, dit « Roquépine », membre de l'Église protestante unie de France et construite en 1862-1865 par l'architecte Théodore Ballu.
- No 11 : appartement où a vécu Sadi Carnot avant d'être élu président de la République.
- No 14 : hôtel Davillier, construit en style Louis XIII en brique et pierre pour le banquier Jean-Charles Davillier (1758-1846), gouverneur de la Banque de France en 1836. Siège de la compagnie d’assurances La Mondiale Partenaire.
- No 16 : école maternelle.
- No 16 : gymnase.
- No 48 : Garçonnière louée par Maggy de Soldignac, la maîtresse de Crépin Vatelin dans la pièce de théâtre de Georges Feydeau Le Dindon.

### Bâtiments détruits
- No 4 : église méthodiste (1862)[3].

## Sources
- Charles Lefeuve, Les Anciennes Maisons de Paris. Histoire de Paris rue par rue, maison par maison, Paris, C. Reinwald, 5e édition, 1875, 5 vol.
- Félix de Rochegude, Promenades dans toutes les rues de Paris. VIIIe arrondissement, Paris, Hachette, 1910. .